# Parayak Mahawong
Parayak Mahawong, Thailand 19 november 1981, is een wielrenner uit Thailand, die tussen 2003 en 2011 professioneel aan wedstrijden heeft meegedaan.

## Teams
- 2007 : Nippo Corporation - Meitan Honpo co. LTD - Asada
- 2008 : Meitan Hompo - GDR
- 2010 : Giant Asia Racing Team

## Palmares
2007
- Zuid-Oost-Aziatische spelen
- 1e etappe Ronde van Thailand

## Websites
- Parayak Mahawong.